# Nawal Al Zoghbi
 (juillet 2022).
Si vous disposez d'ouvrages ou d'articles de référence ou si vous connaissez des sites web de qualité traitant du thème abordé ici, merci de compléter l'article en donnant les références utiles à sa vérifiabilité et en les liant à la section « Notes et références ».
Nawal Al Zoghbi  (en arabe : نوال الزّغبي), née le 29 juin 1972, à Byblos au Liban est une chanteuse libanaise. 
Elle est la diva des années 1990 avec Najwa Karam, Diana Haddad ou la syrienne Assala Nasri.

## Carrière
Influencée par le travail des grands chanteurs arabes tel que Oum Kalthoum, elle décide alors de commencer à chanter à un jeune âge en dépit de l'opposition familiale.
Elle commence sa carrière en 1988 dans le cadre de l'émission Studio El Fan (émission dans laquelle on recherche les futurs artistes, soit l'équivalent de Pop Star). Elle ne va pas jusqu'au bout du programme et se retire avant les finales. Mais encouragée par les commentaires des juges, elle décide de poursuivre une carrière musicale, malgré un environnement familial hostile. C'est ainsi qu'en 1992, elle lance son premier album Wehiaty Endak avec la compagnie Relax-In International. Ce n'est pas tout à fait un succès, mais elle réussit tout de même à s'inscrire sur la scène musicale libanaise. 
Deux ans plus tard, Nawal revient avec son deuxième album, Aizah el Rad (avec la compagnie MBI cette fois) et un premier vidéoclip du même nom. Le single est adoré du public libanais et arabe. Elle marque aussi des points avec deux autres chansons du même album : Ya leil yabou el ashwaq et albi hawak. Forte de ce succès, la maison de disques Relax-In décide de relancer l'album Wehyaty andak et du même coup, lui influe un second souffle. 
En 1995, la chanteuse en collaboration avec MBI et Studio el Fan, lance un 3e disque intitulé Balaqih fi zamani. L'album est accompagné du vidéoclip du même nom. La chanson est bien appréciée mais ce sera le deuxième single de l'album, Walla bihemini qui attirera les foules. Le vidéoclip, nouveau en son genre, montre Nawal sur des couvertures de magazines et des écrans vidéos. 
En 1995, un célèbre impresario libanais[Qui ?] décide de réunir la star montante avec un jeune chanteur du nom de Wael Kfoury. Ils produisent ensemble trois chansons dont la plus populaire est Min habibi ana (qui est mon amour ?). La chanson fait des ravages[non neutre] partout à travers le monde arabe et jusqu'à ce jour les gens chantent cette chanson lors de mariages et autres événements. 
Puis, en 1997, Nawal revient avec Relax In International et lance un album dénommé Habeit ya leil avec un vidéoclip avant-gardiste. On voit[Qui ?] dans un même plan plusieurs Nawal dans une salle de cinéma, au resto, etc. Jusqu'à ce jour, plusieurs personnes félicitent le directeur du clip Toni Abou Elias pour cette idée formidable et originale[non neutre] qui a changé la façon de faire les vidéoclips au Moyen-Orient. L'album contient aussi la célèbre chanson libanaise Noss el Alb et le hit parade Ghareeb el Rai. Tous deux ont été tournés sous forme de vidéoclip. Cet album a permis à Nawal de grandement solidifier sa popularité du Maghreb jusqu'au Golfe persique.
Est venu ensuite le plus grand des succès, Mandam Aleik, en 1998. Numéro 1 dans tous les pays arabes, la chanson s'est rapidement dispersée en Europe et en Amérique chez les communautés arabes d'origine. Le single Mandam Aleik a été un méga-hit. Il a été suivi par Ala Bali et Galbi Daq.
Elle s'investit beaucoup pour la cause palestinienne et panarabe avec des chansons comme "Ya Quds" (Oh Jerusalem), "Ya Omati" ou "Hikayt Watan".
Son dernier hit sorti le 29 mai 2009, se nomme Mona Eini. Il est accompagné d'un clip sur les changements climatiques où Nawal représente une sirène qui tente de survivre les changements climatiques. Elle a elle-même financé ce clip.
En octobre 2009, Nawal quitte Rotana pour signer avec la maison de disque égyptienne "Melody Music Records" afin de produire son prochain album avec un nouveau manager Pascal Mghames à la suite de la séparation du précédent qui était son mari.
Le jour de la fête des mères de l'année 2010, Nawal sort « Fawq Jrouhi » faisant directement référence à ses enfants et principalement son ex-mari. Cette chanson a été appréciée par le public, Nawal y dénonce la manière dont la presse aborde les choses pour inciter les gens à en savoir plus sur celle-ci.
En été 2010, Nawal entraine ses fans dans une ambiance d'été avec la sortie du single "Aoullak Eih".
C'est en février 2011 que la sortie de l'album produit par "Melody Music Records" sort et s'intitule "Maarafsh Leih" (Je ne sais pas pourquoi) très bien réussi. Trois mois après, Nawal sort le clip d'un des singles de l'album "Alf w Miyeh" (Mille cents) qui restera numéro 1 dans les radios au Liban et dans le monde arabe pendant 16 semaines avec plus de 6 millions de vues du clip en seulement cinq mois. Le deuxième clip extrait de l'album portant le même nom "Maarafsh Leih" sort fin décembre 2011 et devient également un méga-hit. Les autres chansons de l'album auraient également pu avoir le mérite d'avoir un clip tellement le style a été apprécié et réussi avec entre autres les chansons "Ha2oullak Eih" ou "Houna El Qahira" (Ici, au Caire).
En 2012, elle participe à l'émission libanaise Arab Idol où elle est l'invitée du prime du 25 février. Le clip officiel de l'un des singles de son dernier album s'intitulant "Andak" (Tu as) est extrait de ce prime.
Cet album et notamment le single « Alf W Miyeh » ont cartonné auprès du public et Nawal a reçu deux awards au Liban pour « le meilleur album » et « la meilleure chanson » de l'année. L'album est resté plus de quatre mois numéro 1 des ventes chez Virgin Megastore au Liban, en Égypte et aux Émirats Arabes Unis.
Elle reçoit le Murex d'Or en 2012 pour "la meilleure chanteuse libanaise de l'année".
Après un passage à vide, Nawal revient en décembre 2014 où elle interprète son nouveau titre "Wala Bahebak" (Je ne t'aime pas qu'un peu) à l'occasion d'un prime de la Star Academy Liban et profite pour annoncer prochainement, courant 2015, un tout nouvel album composé de chansons à la fois libanaises, égyptiennes et khalijis (musique du golfe).
En Août 2015, le public découvre son album "Mesh Mesamha" (Je ne pardonne pas) produit par la maison de disque égyptienne Mazzika. Le premier single "Ya Gadaa" fait danser sur un rythme de fête et pour lequel Nawal sortira le clip. Cet album contient également les chansons "Gharibi Hal Deny" (Le monde est bizarre), "Ghazelny" (Flirte avec moi) sorties toutes les deux en 2013 et "Wala Bahebak" présentée fin 2014.
En octobre 2016, Nawal sort un nouveau single intitulé « Am Bahki Maa Hali » (Je parle à moi même) avec un clip original tourné en Roumanie.
Puis vient la sortie d'un titre à style Khaliji "Tewalla" (En feu) fin janvier 2017 juste avant un concert donné en février au Palais des Congrès de Paris en compagnie du chanteur libanais Wael Jassar.
Nawal interprète en mai 2017 le générique de la série libanaise à succès "Caramel" que les fans apprécieront.
En juillet 2017, Nawal sort le clip de sa chanson "Bhebo Ktir" (Je l'aime beaucoup).
En novembre 2017, Nawal nous présente un nouveau titre intitulé "Bel alb" (Dans mon cœur) assez bien réussi avec un style pop que nous[Qui ?] lui connaissons.
En février 2018, Nawal sort le clip d'une chanson à style Khaliji s'intitulant "La Telaab Maaya" (Ne joue pas avec moi).
En avril 2018, Nawal revient à son style que le public admire beaucoup avec le single "Alou" (Ils ont dit). Le clip sort deux mois après en juin 2018.
Et c'est en juillet 2018 que Nawal annonce la signature d'un contrat avec son ancienne et leader des maisons de disques au Moyen Orient "Rotana Records" pour un nouvel album prévu début 2019.
A la rentrée de septembre 2018, Nawal signe une chanson originale et un clip intitulé "Burj Al Amal" mélangeant le dialecte "Khaliji" du golfe et sonorités égyptiennes en même temps.
Le 14 février 2019, jour de la Saint Valentin, la sortie de l'album "Keda Bye" (C'est un au revoir) voit le jour avec 10 chansons à sonorité égyptienne et libanaise. On retrouve le style de Nawal lorsqu'elle était au summum de sa carrière avec un come back plus que réussi. Cet album est le quinzième à son actif.
Nawal a été le visage médiatique de plusieurs marques, dont : 
PEPSI (elle a été la première chanteuse arabe à collaborer avec Pepsi dans quatre publicités)
LG (En 2007, Nawal était le visage de "LG SHINE" au Moyen-Orient. Elle est apparue avec le téléphone dans son clip "Aghla el habayeb")
Classy Lenses (En 2008, elle a fait de la pub pour la marque et est apparue dans un de ses clips portant « Classy Lens »)
Bonja Bags (En été 2013, Nawal est devenue l’icône médiatique de Bonja Bags. Son visage était partout sur les affiches et les panneaux publicitaires).

## Vie privée
Nawal Al Zoghbi était mariée à Elie Dib et a trois enfants, Tia née en 1998 et des jumeaux (Georgie et Joey) nés en 2002.

## Albums
Son premier album "Wehyati Andak" sort en 1992 et le succès commence.
Elle enchaine dès lors les albums :
- Wehyati Andak (1992)
- Ayza El Radd (1994)
- Balaee Fi Zamany (1995) C'est ce troisième album qui marquera le début de sa carrière internationale (monde arabe, Turquie, Europe...)
- Habeit Ya Leil (1997)
- Mandam Aleik (1998) : Album le plus vendu à ce jour[Quand ?].
- Maloum (1999)
- El Layali (2000)
- Tool Omri, (2001)
- Elli Tmaneito, Alam El Phan (2002). Elli Tmaneito connaitra un accueil plus critique.
- Eineik Kaddabeen, Alam El Phan (2004)
- Yama Alou, Alam El Phan (2006)
- Khalas Sameht (2008)
- Ma'Arafesh Leih (2011)
- Mesh Mesamha, Alam El Phan (2015)
- Keda Bye (2019)

## Singles
- Wehyati Andak (1992)
- Ayza El Radd (1994)
- Balaee Fi Zamany (1995)
- Wala Bihemini (1995)
- Meen Habibi Ana (en duo avec Wael Kfoury) (1996)
- Habeit Ya Leil (1997)
- Noss El Alb (1997)
- Gharib Al Raai (1997)
- Mandam Aleik (1998)
- Galbi Daq (1998)
- 3ala Bali (1998)
- Dalouna   (1999)
- Maloum (1999)
- Tia (1999)
- El Layali (2000)
- Tool Omri (2001)
- 7aseb Nafsak (2001)
- Elli Tmaneito (2002)
- Bilbaklak (2003)
- Bieinak (2004)

Bieinak est réalisé par la célèbre réalisatrice Nadine Labaki.
- Eineik Kaddabeen (2004)
- Rouhi Ya Rouhi (2005)
- Shou Akhbarak (2006)
- Yama Alou (2006)
- Adi (2006)
- Aghla el Habayib (2007)
- Alby Essalou (2008)
- Ana Lih Mochta'alak(2008)
- Mouna Einah(2009)
- Alf W Miya (2011)
- Gharibi Hal Deny (2013)
- Ghazelni (2013)
- Wala Bahebak (2014)
- Gadaa (2015)
- Am Bahki Maa Hali (2016)
- Tewalla (2017)
- Caramel (2017)
- Bhebo Kteer (2017)
- Bel Alb (2017)
- La Telaab Maaya (2018)[2]
- Alou (2018)
- Burj El Amal (2018)